# بردگوری طارم
بردگوری طارم مربوط به دوره اشکانیان - دوره ساسانیان است و در شهرستان کوهرنگ، بخش بازفت، دهستان بازفت، شمال شرق روستای طارم واقع شده و این اثر در تاریخ ۱۲ شهریور ۱۳۸۶ با شمارهٔ ثبت ۱۹۴۹۹ به‌عنوان یکی از آثار ملی ایران به ثبت رسیده است.